# Cantonul Aigre
Cantonul Aigre este un canton din arondismentul Confolens, departamentul Charente, regiunea Poitou-Charentes, Franța.

## Comune
- Aigre (reședință)
- Barbezières
- Bessé
- Charmé
- Ébréon
- Fouqueure
- Les Gours
- Ligné
- Lupsault
- Oradour
- Ranville-Breuillaud
- Saint-Fraigne
- Tusson
- Verdille
- Villejésus